# Montceaux-lès-Provins
Montceaux-lès-Provins – miejscowość i gmina we Francji, w regionie Île-de-France, w departamencie Sekwana i Marna.
Według danych na rok 1990 gminę zamieszkiwały 312 osoby, a gęstość zaludnienia wynosiła 20 osób/km² (wśród 1287 gmin regionu Île-de-France Montceaux-lès-Provins plasuje się na 920. miejscu pod względem liczby ludności, natomiast pod względem powierzchni na miejscu 156.).